# Immersion
Immersion é o terceiro álbum de estúdio da banda de rock eletrônico/drum'n'bass Pendulum. O álbum foi anunciado no começo de 2009, com o nome confirmado em dezembro do mesmo ano. Immersion conseguiu primeiro lugar no "UK Official Top 40 charts" na primeira semana de lançamento. 

## Lista de faixas
Lista de faixas:
| N.º            | Título                    | Compositor(es)                            | Duração  |  |
| 1.             | "Genesis"                 | Rob Swire                                 | 1:08     |  |
| 2.             | "Salt in the Wounds"      | Rob Swire                                 | 6:38     |  |
| 3.             | "Watercolour"             | Rob Swire                                 | 5:03     |  |
| 4.             | "Set Me on Fire"          | Rob Swire                                 | 5:02     |  |
| 5.             | "Crush"                   | Rob Swire                                 | 4:13     |  |
| 6.             | "Under the Waves"         | Paul Harding , Ben Mount , Rob Swire      | 4:55     |  |
| 7.             | "Immunize"                | Liam Howlett , Rob Swire                  | 4:36     |  |
| 8.             | "The Island, Pt. 1: Dawn" | Rob Swire                                 | 5:20     |  |
| 9.             | "The Island, Pt. 2: Dusk" | Rob Swire                                 | 4:09     |  |
| 10.            | "Comprachicos"            | Gareth McGrillen , Rob Swire              | 2:48     |  |
| 11.            | "The Vulture"             | Ben Mount , Rob Swire                     | 4:03     |  |
| 12.            | "Witchcraft"              | Gareth McGrillen , Rob Swire              | 4:12     |  |
| 13.            | "Self vs. Self"           | Anders Fridén , Björn Gelotte , Rob Swire | 4:45     |  |
| 14.            | "The Fountain"            | Rob Swire , Steven Wilson                 | 5:00     |  |
| 15.            | "Encoder"                 | Peredur ap Gwynedd , Rob Swire            | 5:21     |  |
| Duração total: | Duração total:            | Duração total:                            | 01:07:13 |  |